# Krzysztof Tylkowski
Krzysztof Tylkowski (ur. 25 lutego 1988 w Poznaniu) – polski bobsleista, a wcześniej lekkoatleta, olimpijczyk 2018.
Tylkowski (będący wówczas zawodnikiem Olimpii Poznań) początkowo uprawiał lekkoatletykę, specjalizując się w biegu na 400 metrów. W konkurencji tej był między innymi halowym mistrzem Polski juniorów z 2006 roku. W tym samym roku wziął udział w mistrzostwach świata juniorów, gdzie z polską sztafetą 4 × 400 metrów zajął 7. miejsce. Rok później wystartował w mistrzostwach Europy juniorów, odpadając w półfinale biegu na 400 metrów. Brązowy medalista młodzieżowych mistrzostw Polski w sztafecie 4 × 400 metrów (2008).
W listopadzie 2014 wykonał pierwszy w życiu ślizg bobslejem. 10 stycznia 2015 zadebiutował w zawodach międzynarodowych organizowanych przez FIBT, zajmując 19. miejsce w rywalizacji dwójek w Pucharze Świata w Altenbergu. Najwyższe pozycje jakie zajął w zawodach tego cyklu to: 9. w dwójkach (6 stycznia 2018 w Sankt Moritz) i 22. w czwórkach (1 lutego 2015 w La Plagne).
24 listopada 2017, wspólnie z Mateuszem Lutym, zwyciężył w zawodach Pucharu Europy w rywalizacji dwójek w Altenbergu. Było to pierwsze zwycięstwo polskiego zespołu w historii tych zawodów.
W 2015 brał udział w mistrzostwach świata FIBT, zajmując 19. miejsce w dwójkach (wspólnie z Mateuszem Lutym) i 28. w czwórkach. W 2017 zajął 12. pozycję w rywalizacji dwójek podczas mistrzostw Europy (także w załodze z Lutym). W rozegranych w grudniu 2017 mistrzostwach kontynentu za rok 2018 uplasował się z Lutym na 17. lokacie.